# سوخوي سو-31
سوخوي سو-31 (بالإنجليزية: Sukhoi Su-31)‏ هي أنتجت في روسيا. من صناعة سوخوي. كان أول طيران لها في 1992.